# Michael Masi
Michael Masi (Sydney, 1979) é um diretor de esportes motorizados australiano.
Entre 2019 e 2021, ele atuou como diretor de corrida de Fórmula 1 da FIA, delegado de segurança, acionador de largada permanente e chefe do Departamento Técnico de Fórmula 1, em que geralmente gerencia a logística de cada Grande Prêmio de Fórmula 1, inspeciona carros em parque fechado antes de uma corrida, aplica as regras da FIA e controla as luzes que iniciam cada corrida. Ele foi substituído por Niels Wittich e Eduardo Freitas como diretores de corrida em 2022.

## Biografia e carreira
Masi nasceu em Sydney em 1979 e é descendente de italianos. Ele cresceu nos subúrbios de Fairfield e Canada Bay, estudou em escolas católicas e, inicialmente, estudou marketing na TAFE antes de atuar no automobilismo.
Masi começou sua carreira no automobilismo como voluntário para equipes do campeonato de carros de turismo Supercars enquanto ainda estava na escola. Posteriormente, ele trabalhou como vice-diretor de corrida na Supercars e no Rali da Austrália. Em 2018, ele foi nomeado pela FIA como o vice-diretor de corrida da Fórmula 2 e da Fórmula 3 e foi nomeado vice-diretor de corrida da Fórmula 1, atrás de Charlie Whiting.
Após a morte repentina de Whiting antes do Grande Prêmio da Austrália de 2019, Masi assumiu o papel de diretor de corrida de Fórmula 1. Nessa função, ele supervisiona a logística de um fim de semana de Grande Prêmio, garantindo que todos os carros, pistas e pilotos estejam em conformidade com os regulamentos da FIA antes, durante e depois de uma corrida.
Várias das decisões de Masi como diretor de corrida foram submetidas ao escrutínio de pilotos, equipes e imprensa. Na sessão de Q2 da qualificação para o Grande Prêmio da Turquia de 2020, os carros foram enviados para a pista mesmo quando um guindaste estava na pista. Masi foi obrigado a defender os procedimentos de bandeira vermelha usados durante o Grande Prêmio do Azerbaijão de 2021 e foi criticado por suas decisões no Grande Prêmio da Bélgica de 2021, incluindo a qualificação em condições perigosas e a corrida atrás do carro de segurança por três voltas, supostamente para garantir que os pontos fossem concedidos; negociar com as equipes durante as corridas para mudar de posição na Arábia Saudita; e a retomada da corrida após um período de carro de segurança no Grande Prêmio de Abu Dhabi de 2021. Mercedes protestou contra o resultado; porém o protesto não foi acatado.
Em 17 de fevereiro, Masi foi removido de seu cargo de diretor de corrida. A aplicação incorreta do regulamento por Masi durante um período tardio do carro de segurança teve uma influência direta no resultado da corrida pelo título. Ele será substituído por Niels Wittich e Eduardo Freitas como Diretores de Corrida e com Herbie Blash atuando como Assessor Sênior Permanente para eles. Uma nova posição na FIA será oferecida a Masi.